# Zygi Wilf

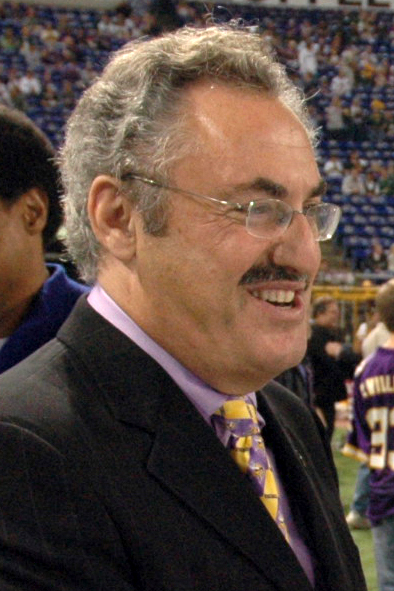
Zygi Wilf

Zygmunt „Zygi“ Wilf (* 22. April 1950 in Deutschland) ist ein US-amerikanischer Unternehmer und Haupteigentümer der Minnesota Vikings, einem American-Football-Team der National Football League (NFL).

## Leben
Zygi Wilf wurde in Deutschland geboren. Seine Eltern, Joseph und Elizabeth Wilf, stammen ursprünglich aus Polen und überlebten dort den Holocaust. Die Familie zog in den frühen 1950er Jahren nach New Jersey um. Während Wilf an der Fairleigh Dickinson University studierte, stieg sein Vater erfolgreich in den Immobilienhandel ein. Nach Wilfs Abschluss an der New York Law School stieg er in das Familienunternehmen ein und übernahm das Tochterunternehmen Garden Commercial Properties. Er erweiterte die bisher vier Einkaufszentren auf rund 100 Niederlassungen.
Wilf übernahm 2005 gemeinsam mit fünf Partnern das American-Football-Team Minnesota Vikings für rund 600 Millionen US-Dollar.